# Queens, New York
Queens je jedna od pet gradskih četvrti New York Cityja i centar istoimenog okruga. Leži na sjeveru zapadnog kraja Long Islanda.
Četvrt se nalazi na zapadnome dijelu Long Islanda i na prostoru od 283 km2 ima 2 230 722 stanovnika, prema popisu stan. od 2010.
Queens je etnički najraznovrsniji okrug u SAD-u, te jedan od najraznovrsnijih na svijetu i najveći je od pet gradskih (do 1898. samostalnih) upravnih područja New Yorka.  

## Povijest
Prvi kolonisti, Nizozemci, naselili su se 1636. Izgradnjom mosta (1909.) preko East Rivera i željezničkog tunela (1910.) spaja se s Manhattanom i ubrzano se razvija. Queens ima stambenu i industrijsku zonu, a primarne su joj grane gospodarstva proizvodnja filmova i turizam. Na području Queensa nalazi se velika međunarodna zračna luka John F. Kennedy te aerodrom La Guardia.